# زندان در آتش
زندان در آتش (به انگلیسی: Prison on Fire) یک فیلم زندان محصول سال ۱۹۸۷ سینمای هنگ کنگ به کارگردانی رینگو لام با بازی چو یون فات و تونی لئونگ کافای می‌باشد. داستان در رابطه با دوستی دو زندانی در زندان هنگ کنگ و درگیری آنها با نگهبانان زندان و دیگر زندانیان و … قسمت دوم این فیلم با عنوان زندان در آتش ۲ در سال ۱۹۹۱ میلادی منتشر شد. و در سال ۲۰۰۱ زندان در آتش: حبس ابد منتشر شد.

## داستان
دو زندانی درون یک زندان چینی با هم دوست شده و با سختی‌های زندگی درون زندان روبرو می‌شوند …

## بازیگران
- چو یون فات … چانگ تین چینگ
- تونی لیانگ کا-فای …
- روی چوانگ … افسر
- فرانکی نگ … مار کور
- شینگ فوئی
- ویلیام هو … میکی
- تامی وونگ … بیل
- ترنس فوک … یونگ
- نم یین … سرباز زندان